# Saint-Quentin-sur-Nohain
Saint-Quentin-sur-Nohain település Franciaországban, Nièvre megyében. Lakosainak száma 98 fő (2022. január 1.). Saint-Quentin-sur-Nohain Saint-Martin-sur-Nohain, Garchy, Saint-Andelain, Saint-Laurent-l’Abbaye és Suilly-la-Tour községekkel határos.

## Népesség
A település népessége az elmúlt években az alábbi módon változott:
| Lakosok száma | 116  | 110  | 108  | 100  | 97   | 94   | 91   | 94   | 98   |
|               | 2013 | 2015 | 2016 | 2017 | 2018 | 2019 | 2020 | 2021 | 2022 |